# 뉴 키즈 온 더 블록
뉴 키즈 온 더 블록(New Kids on the Block, 또는 줄여서 NKOTB)은 1980년대 말에서 1990년대 초 큰 인기를 누렸던 미국의 보이 밴드다. 보이 밴드의 개념은 사실상 이들이 처음으로 만들어 낸 것으로 폭넓게 인정받고 있다.
1984년, 보스턴에서 모리스 스타에 의해 결성되었다. 멤버는 조던 나이트와 조너선 나이트 형제, 조이 매킨타이어, 도니 월버그, 대니 우드였다. 이들의 앨범은 전 세계 합산 7천만 장 이상 팔렸으며, 공연 수익으로 수 억 달러를 벌어들였다. 1990년, Hangin' Tough로 아메리칸 뮤직 어워드 최우수 앨범, 최우수 팝 그룹에 선정되는 영예를 안았다. 대한민국에서도 엄청난 인기를 누렸는데 1992년에 내한 공연을 하기도 하였다. 당시 공연에서 소녀 팬들이 앞쪽으로 몰려들어 공연을 보던 관객이 압사 사고로 사망하기도 하여 신문 사회면을 장식하는 등 큰 이슈가 되었다. 1994년에 해체하였고, 이후 멤버들의 솔로활동으로 재개를 하였고 2008년부터 다시 재결성하여 활동을 재개하였다.

## 음반 목록

### 정규 앨범
- 《New Kids on the Block》 (1986)
- 《Hangin' Tough》 (1988)
- 《Step by Step》 (1990)
- 《Face the Music》 (1994)
- 《The Block》 (2008)
- 《10》 (2013)

## 멤버 개인 음악 활동
1994년 팀의 해체 이후 조던 나이트, 매킨타이어 등은 1999년 비슷한 시기에 나란히 솔로앨범을 발표하고 US차트에서 상위에 들기도 하는 등 나름의 인기를 끌었다.

## 사고
대한민국에서 열렸던 1992년 내한 공연 당시 1층 스탠딩석의 팬들을 방석에 앉게 한 후 공연이 시작되었고, 공연시작 40분만에 중단되었다. 약 200명의 팬들이 무대 앞으로 몰려나가 40여 명이 부상당하고 여고생 1명이 사망하는 사건이 발생하였다.